# Pinot blanc
Le pinot blanc est un cépage de raisins blancs à jus blanc.

## Origine et répartition géographique
Il fait partie de la famille des pinots et il est la variété blanche du pinot noir.
On distingue au moins trois variations du pinot blanc :
- le pinot blanc vrai (ou blanc vrai en Champagne[1]), isolé par Victor Pulliat et Camuzet en Bourgogne ;
- le pinot blanc d'Alsace, sélectionné par Christian Oberlin ;
- le pinot blanc précoce, obtenu en Allemagne par Carl Bronner.

En France, sa culture est en extension (1 396 hectares en 1999). Les vins vendus sous le nom d'Alsace Pinot Blanc (ou klevner/clevner), ou encore comme Crémant d'Alsace, peuvent être issus du seul pinot blanc ou d'un assemblage avec l'auxerrois (que l'on retrouve au Luxembourg). Ces deux cépages voisins, mais ampélographiquement distincts, donnent ensemble des vins d’une qualité constante, bien équilibrés, discrètement fruités et d’une agréable souplesse. Le pinot blanc est également présent de manière anecdotique en Champagne, où il figure dans l'encépagement autorisé pour l'AOC champagne. 
En Italie, il est classé cépage d'appoint en DOC Alto Adige, Breganze, Castel del Monte, Colli Berici, Colli Bolognesi, Colli del Trasimeno, Colli dell'Etruria Centrale, Colli di Conegliano, Colli di Faenza, Colli di Scandiano e di Canossa, Colli Orientali del Friuli, Collio Goriziano, Contea di Sclafani, Franciacorta, Friuli Annia, Friuli Aquileia, Friuli Grave, Friuli Isonzo, Friuli Latisana, Garda, Garda Colli Mantovani, Lison Pramaggiore, Vini del Molise, Montello e Colli Asolani, Vini del Piave, Piemonte, Recioto di Soave, Salice Salentino, Soave, Terlano, Terre di Franciacorta, Trentino, Trento, Valdadige et Valdichiana. Il est recommandé en 43 provinces et autorisé dans 23 provinces. En Italie, le pinot blanc couvre 6 800 hectares.
Il est également cultivé en Allemagne (3 335 hectares en 2005), en Autriche (1 920 hectares), et plus marginalement en Tchéquie, en Slovaquie, au Luxembourg et en Suisse, surtout dans le canton de Genève, où il est le troisième cépage blanc le plus cultivé.
Aux États-Unis, le pinot a été souvent confondu avec le melon, erreur découverte vers les années 1985. Des petites plantations sont connues également au Canada et en Afrique du Sud. Au niveau mondial, il couvre plus ou moins 15 000 hectares.

## Aptitudes culturales

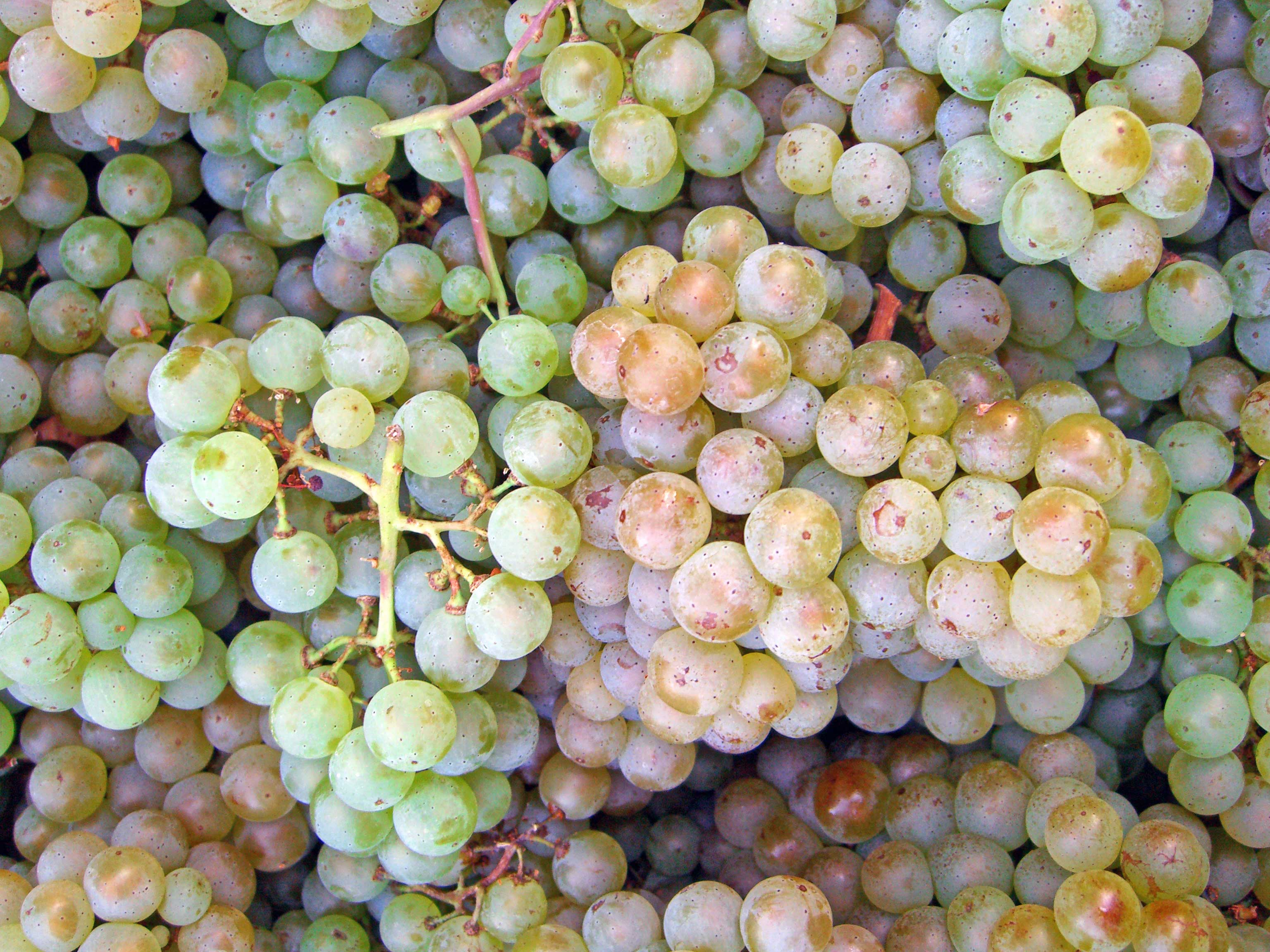
Grappes de Pinot blanc.

La maturité est de première époque : 0 - 5 jours après le chasselas. Il est de maturité moins précoce que l'auxerrois.

## Potentiel technologique
Les grappes et les baies du pinot blanc sont petites. La grappe est compacte et cylindrique. Le cépage est de moyenne vigueur. Il est peu fertile. Ce cépage est bien adapté aux zones septentrionales.
En matériel certifié, les clones 54 et 55 ont été agréés.

## Synonymes
Le pinot blanc est connu sous les noms de klevner (à ne pas confondre avec le klevener qui est un traminer), pinot bianco, pinot branco, rulandsky bile, rulandské biele, weißer Burgunder, Weißburgunder. En Alsace, sous l'appellation pinot blanc, sont parfois commercialisés un mélange de pinot et d'auxerrois ou de l'auxerrois. 